# Romhányi Rudolf
Romhányi Rudolf (1923–1990) magyar színész.

## Életpályája
1948-ban színészként diplomázott a Színház- és Filmművészeti Főiskolán. Gyakorlati idejét a Madách Színházban töltötte.  Pályáját  a Vígszínházban kezdte, majd egy évadot a Fővárosi Operettszínházban töltött. 1951-től a Vidám Színpadhoz szerződött. 1954-től ismét a Fővárosi Operettszínház művésze volt, de játszott a Blaha Lujza Színházban is, mely ekkor az Operettszínház kamaraszínháza volt. 1963-tól pedig újra a Vidám Színpadon lépett fel. Számos filmben és tévéjátékban szerepelt, de általában karakterfigurákat, epizódszerepeket osztottak rá a filmrendezők.

## Fontosabb színházi szerepei
- Paul Armont – Paul Vandenberghe: Fiúk, lányok, kutyák... André
- John Boynton Priestley: Magányos út... Bernard, egyetemi hallgató
- Hámos György: Aranycsillag... Deák Rókus, kulák
- Ki vagytok értékelve (kabaré)... szereplő
- Tessék hozzászólni (kabaré)... szereplő
- Vannak még hibák (kabaré)... szereplő
- Hideg zuhany (kabaré)... szereplő
- Pesti tüskék (kabaré)... szereplő
- Kálmán Imre: Csárdáskirálynő... Közjegyző
- Jókai Mór – Háy Gyula – Huszka Jenő: Szabadság, szerelem... Fogadós
- Semsei Jenő – Romhányi József: Kard és szerelem... Ruiz, Don Antonio csatlósa
- Tabi László: Valahol délen... Második detektív
- Lajtai Lajos – Kellér Dezső: Három tavasz... Titkár
- Tóth Miklós: Köztünk maradjon... Francia vendég
- Jacques Offenbach: Szép Heléna... Merkur
- Nem félünk a tv-től (kabaré)... szereplő

## Filmek, tv
- Úri muri (1950)
- Felszabadult föld (1951)
- Gyarmat a föld alatt (1951)
- Semmelweis (1952)
- Állami áruház (1953)
- Fel a fejjel (1954)
- Dollárpapa (1956)
- A tettes ismeretlen (1958)
- Micsoda éjszaka! (1958)
- Kard és kocka (1959)
- Fűre lépni szabad (1960)
- A Noszty fiú esete Tóth Marival (1960)
- Az aranyember (1962)
- A kilencvennégyes tartálykocsi (1962)
- A pénzcsináló (1964)
- A készülék nem működik (1964)
- Sárkányeresztés (1965)
- Gräfin Mariza (1974)
- Egy csók és más semmi (Zenés TV színház, 1976)
- Egy erkölcsös éjszaka (1977)
- A csillagszemű 1–2. (1977)
- Bezzeg a Töhötöm (1977)
- Megtörtént bűnügyek (sorozat)

Iskolatársak voltak című rész (1978)
- Mire megvénülünk (sorozat)

5. rész (1978)
- Minden szerdán (1979)
- Rab ember fiai (1979)
- Tiszteletem, főorvos úr (1980)
- Látástól vakulásig… (1980)
- Képviselő úr (1980)
- Hol colt, hol nem colt (1980)
- Petőfi (sorozat)

Deákpályám című rész (1981)
- Maskarák (1981)
- Vannak még angyalok (1981)
- Halál a pénztárban (1981)
- Ha majd mindenünk meglesz… (1981)
- Gyilkosság a 31. emeleten (1981)
- A hátvéd halála és feltámadása (1981)
- Csúzli (sorozat)

Járt utat járatlanért el ne hagyj! című rész (1981)
- Requiem (1981)
- Mindenért fizetni kell (1982)
- A kitüntetés (1982)
- Irány Caracas (1982)
- Humorista a mennyországban (1982)
- Liszt Ferenc (sorozat)

A zeneszerző magányossága című rész (1982)
- Mint oldott kéve (sorozat)

Magyarország-Bécs-Colmar-Párizs 1849-1951 című rész (1983)
- Lapzárta előtt (1983)
- Elcserélt szerelem (1983)
- Az utolsó futam (1983)
- Szeretők (1984)
- Kismaszat és a Gézengúzok (1984)
- Örökkön-örökké (1984)
- Én fogom az aranyhalat (1985)
- Helló, Einstein! (sorozat)

3. rész (1985)
- Tizenötezer pengő jutalom (1985)
- A fantasztikus nagynéni (1985)
- Rutinmunka (1986)
- Zojka szalonja (1986)
- A falu jegyzője (1986)
- Üvegvár a Mississippin (1987)
- Micike és az Angyalok (1987)
- A titkos házasság (Zenés Tv-színház, 1987)
- Italománia, avagy operaest pezsgővel (Zenés TV színház, 1988)
- Szigorú idők (1988)
- Orrom krumpli, hajam kóc! (sorozat)

Kint a bárány, bent a farkas című rész (1988)
- Labdaálmok (1989)
- Almási, avagy a másik gyilkos (1989)
- Alapképlet (1989)
- Margarétás dal (1989)
- Linda (sorozat)

A régi barát című rész (1989) ... George Kovács
Rebeka című rész  (1986) ... Szerémi Nándor
A fotómodell című rész  (1984) ... Portás
A szatír (1984) című rész  ... Portás
- Szomszédok (sorozat)

88. rész (1990)
76. rész (1990)
41. rész (1988)
11. rész (1987)
10. rész (1987)
- A cár őrültje (1990)
- Angyalbőrben (sorozat)

Borcsata című rész (1990) ... Her Burger
- Rendhagyó feltámadás (1990)
- Vörös vurstli (1990)
- Az öreg gavallér (Zenés TV színház, 1990)